# Cinema Novo
Il Cinema Novo (IPA: [siˈne.mɐ ˈno.vu]) fu un movimento cinematografico brasiliano di rinnovamento, influenzato dalla corrente del neorealismo italiano e dal movimento cinematografico francese, nato sul finire degli anni ‘50, della Nouvelle Vague.
Lo spirito generale del movimento può essere espresso dalla frase Uma câmera na mão e uma idéia na cabeça ("Una macchina da presa in mano e un'idea in testa"). Era questo lo spirito che accompagnava i giovani registi.
Tale movimento fu inaugurato dal cineasta Glauber Rocha nel Nord-est del Paese, contestualmente alla nascita a Bahia del Tropicalismo

## Storia
Iniziata sottotono negli anni cinquanta, attorno al 1960 si impose come la più audace e compatta delle nouvelles vagues internazionali. 
Nel 1962, il Centro Popular de Cultura, un'organizzazione associata all'Unione nazionale degli studenti, pubblicò Cinco Vezes Favela, un film a puntate in cinque parti, ognuna delle quali realizzata da altrettanti registi (Joaquim Pedro de Andrade, Miguel Borges, Marcos De Farias, Carlos Diegues, Leon Hirszman), che è stato considerato uno dei primi prodotti del movimento Cinema Novo. 
Il movimento vide tra i suoi padri i registi Glauber Rocha, Nelson Pereira dos Santos e Joaquim Pedro de Andrade, ai quali si aggiunsero altri cineasti come Ruy Guerra, Carlos Diegues, Leon Hirszman, Walter Lima Jr. e Humberto Mauro.
Le tematiche centrali del movimento si focalizzavano attorno alla povera situazione economica e sociale del Brasile, usando spesso come sfondo delle pellicole il nord-est del paese, dove vi è una forte siccità, e le grandi città, e in particolare le loro favelas.
Lo sviluppo del movimento venne interrotto dal colpo di Stato del 1964, che ha avuto tra le altre conseguenze l'esilio di Rocha e di Diegues, ed ha limitato le possibilità espressive degli artisti rimasti per colpa della forte censura governativa.

## I temi
La segregazione, la frantumazione dei valori, la crisi di identità del singolo, la rassegnazione ai mutamenti storico-sociali e la brutalità delle guerre: sono questi temi maggiormente trattati, in maniera trasparente, dai registi del Cinema Novo.
I temi sociali che vennero ampiamente esplorati in quegli anni, originarono capolavori cinematografici, apprezzati ancora oggi. Ma non bastò a risollevare la situazione del cinema, compromesso dall'infiltrazione straniera.
Nonostante questo, il cinema riuscì a raggiungere un notevole valore, riuscì a crearsi un proprio linguaggio nell'ambito della cinematografia brasiliana, che è così riuscita a cominciare un cammino di riflessione sulla propria realtà, cercando di farla conoscere al resto del mondo.

## Cinema e letteratura
Come avvenuto con il romanzo regionalista, il legame che unirà il cinema con la cultura popolare sarà ben evidente.
Di conseguenza, sarà evidente anche il legame cinema/romanzo-nordestino. Il Cinema Novo presenterà gli stessi temi accusati dal romanzo, arrivando a offrire versioni cinematografiche di alcune opere letterarie. Un esempio è il film tratto da Vidas Secas, prodotto da Nelson Pereira dos Santos nel 1963.
La maggior parte dei film del Cinema Novo affrontano la tematica nordestina, che negli anni '60 sarà la principale fonte di ispirazione dei registi, caratterizzante l'ambiente fisico e umano: siccità, violenza e fame.
Questo nuovo movimento voleva spingersi oltre, cercando nuove questioni e un nuovo linguaggio da fare proprio per fare del cinema, non solo una semplice forma di intrattenimento, ma anche un vero e proprio strumento di azione sociale e culturale.
Il Cinema Novo con il suo impegno sociale volto alla denuncia di situazione specifiche, avrà una forte volontà di costruire una propria identità cinematografica e istituire una sorta di indipendenza nei confronti della superiorità americana. Sarà un impegno che negli anni a venire porterà a dare un'immagine più complessa e completa di quello che era il Brasile in quegli anni.
Sebbene questo movimento non sia riuscito a rialzare la debilitata industria cinematografia brasiliana, il significato di questo cinema è stato notevole.
Riuscirà a trasmettere, con immagini forti e coerenti la realtà, la condizione dei ceti sociali discriminanti dalla popolazione, ponendosi, non come mezzo di intrattenimento, ma come forma di divulgazione dei problemi sociali.

## Il cinema di Rocha
Glauber Rocha (1939–1981) è stato uno dei padri del Cinema Novo, responsabile del “Manifesto del cinema novo”, pubblicato nel 1965, conosciuto anche col nome di “estetica della fame”.
È sua una delle principali pellicole del Cinema Novo, Deus e o Diabo na Terra do Sol del 1964, che esamina le condizioni sociali derivate dalla miseria, dalla fame e dal latifondo. Non si limiterà a registrare fatti ma si immergerà totalmente nella sofferenza e nello strazio.
Il suo sarà un cinema di totale immersione soggettiva; sarà un cinema con un disegno, un cinema d'opinione, dove dolore e oppressione diventano linguaggio. 
Con l'aiuto delle immagini, Rocha rivela quello che è l'eterogeneità della sua nazione. Il sertão di Rocha, abitato da banditi e santoni, finisce per raffigurare tutte quelle comunità che hanno combattuto e continuato a combattere contro i poteri accentratori. 
Data la scarsa consapevolezza, se non il totale disinteresse dello stato sociale in cui versavano alcune regioni del paese, i film di Rocha compongono una sorta di catalogo delle questioni sociali del Brasile.

## Cinema Novo portoghese
Cinema Novo in Portogallo rappresentò un momento di rottura radicale «prima della 25 aprile 1974». È stato detto da Regina Nadaes Marques che il mondo lusofono ha una sua unicità e una sua diversità. «Attraverso varianti della lingua portoghese, Brasile, Portogallo, Angola, Mozambico, Capo Verde e altri paesi si riflettono nei film offrendo una visione sulla storia, le tradizioni, le sfide sociali e le identità uniche di queste nazioni». Gianni Rondolino fa notare che spesso la conoscenza e lo studio di una cinematografia o di una scuola cinematografica è da approfondire. «Così è stato per la Nouvelle Vague francese, (...) per il New American Cinema e (...)». Nell'elenco sostanzioso il Cinema Novo brasiliano è scritto, evidentemente per distinguerlo da quello portoghese, «Cinema Nôvo».
Fino agli anni Sessanta il cinema portoghese rimane chiuso entro i propri confini nazionali con l'eccezione di due film di José Leitão de Barros, Ala Arriba (1942), che vinse la Coppa Volpi, e Camões (1946), nonché Três Dias Sem Deus (1946) di Bárbara Virgínia che, unitamente a Camões, ebbero occasione di partecipare al primo Festival di Cannes nel 1946. Georges Sadoul nel suo Dictionnaire des Cinéastes (1965) riservò la scheda per Leitão de Barros elencando i migliori film dello stesso regista portoghese scrivendo: «1928 Nazaré, praia de pescadores DOC; 1929 Maria do mar; 1942 Ala Arriba, si fanno apprezzare per la bella fotografia, l'uso degli esterni, e a volte quello degli attori non professionisti».